# Morinda hypotephra
Morinda hypotephra är en måreväxtart som beskrevs av Ferdinand von Mueller. Morinda hypotephra ingår i släktet Morinda och familjen måreväxter. Inga underarter finns listade i Catalogue of Life.